# Maiora
Maiora SpA SB è un'azienda della grande distribuzione organizzata, operante in Puglia, Basilicata, Campania, Calabria, Abruzzo, Molise e Lazio.
È l'azienda protagonista dell’evoluzione della GDO nel Centro Sud Italia. Presente con l’insegna Despar, Eurospar, Interspar e Altasfera con oltre 550 punti vendita (94 di proprietà, 450 in franchising e somministrati e 13 Cash & Carry), una superficie dei negozi di oltre 282.000 mq., quattro piattaforme distributive (Corato, Barletta, Gricignano di Aversa, San Marco Argentano), oltre 2.600 collaboratori e altri 1.000 occupati tra negozi in franchising e cooperative di servizi.

## Storia
Nata nel 2012 dall'accordo tra le società Ipa Sud S.p.A. di Barletta e Cannillo S.r.l. di Corato, Maiora SpA SB. è il risultato dell'evoluzione del rapporto imprenditoriale tra le famiglie Cannillo e Peschechera ed è l'azienda protagonista dell'evoluzione della GDO nel Centro-Sud Italia. Nel 2024 conclude anche l'acquisizione di 10 rami d'azienda del Gruppo Regina.
È una delle più grandi, innovative e solide realtà del territorio, con un notevole ed indiscusso know-how maturato nella gestione di reti dirette e in franchising, nella conduzione di cash&carry, nell'integrazione della filiera dei prodotti freschi, dall'ortofrutta alle carni.
Maiora SpA SB è una della cinque società aderenti a Despar Servizi, azienda socia della Supercentrale d'acquisto Forum.

## Insegne
Le insegne ricalcano quelle dell'azienda madre
- "Despar": negozi alimentari di vicinato o piccoli supermercati di quartiere con superficie fino a circa 800 m². L'insegna Despar individua supermercati di quartiere con un assortimento di prodotti alimentari indicati per la spesa quotidiana e settimanale, capaci di associare la convenienza di una grande organizzazione con la professionalità di operatori in una dimensione tipicamente familiare, sviluppata per favorire la relazione con il cliente.
- "Eurospar": supermercati e superstore con superficie che varia fra gli 800-1.000 e 2.500 m², solitamente sopra i 1.500 m² sono considerati superstore. L'insegna Eurospar nasce negli anni '70 e contraddistingue punti vendita di media metratura, la cui superficie è di oltre 1000 m². Rappresenta il punto di riferimento ideale per una spesa settimanale ed offre un assortimento di prodotti alimentari freschi, freschissimi, referenze del non alimentare in grado di servire una vasta area.
- "Interspar": ipermercati con superficie superiore ai 2.500 m² con una grande offerta e situati generalmente nelle periferie delle città, nei centri commerciali e fuori dai centri urbani. Con l'insegna Interspar si identificano i superstore più grandi, studiati per rispondere a qualsiasi bisogno del consumatore: la proposta comprende il massimo dei prodotti alimentari, dai freschi e freschissimi alle referenze meno comuni. È presente anche una ricca offerta di prodotti no food, che spazia dall'elettronica al giardinaggio, agli elettrodomestici, oltre ad una vasta gamma di servizi.
- "Altasfera": è l'insegna cash & carry e ha sedi a Corato, Molfetta, Manfredonia, Monopoli, Laterza, San Cesario di Lecce, Crotone, Reggio Calabria, Melissano, Corigliano, Tito Scalo, Catanzaro e Zumpano. Altasfera è il cash&carry ideale per offrire un servizio su misura a tutti gli operatori del settore Ho.Re.Ca. e del dettaglio tradizionale. I punti vendita Altasfera assicurano un vastissimo assortimento grazie alla disponibilità di oltre 10.000 articoli, dai brands più noti a quelli esclusivi con marchio Altasfera, volti a soddisfare le esigenze in continua evoluzione di hotel, ristoranti e catering.